# Eupoecilia cebrana
Eupoecilia cebrana is een vlinder uit de familie bladrollers (Tortricidae). De wetenschappelijke naam is, als Tortrix cebrana, voor het eerst geldig gepubliceerd in 1813 door Jacob Hübner.
De soort komt voor in Europa.